# 前382年
| 千纪： | 前1千纪 |
| 世纪： | 前5世纪 \| 前4世纪 \| 前3世纪 |
| 年代： | 前410年代 \| 前400年代 \| 前390年代 \| 前380年代 \| 前370年代 \| 前360年代 \| 前350年代 |
| 年份： | 前387年 \| 前386年 \| 前385年 \| 前384年 \| 前383年 \| 前382年 \| 前381年 \| 前380年 \| 前379年 \| 前378年 \| 前377年                                                                            |
| 纪年： | 周安王二十年 魯共公元年 齊康公二十三年 齐侯剡二年 晉孝公七年 趙敬侯五年 魏武侯十四年 韓文侯五年 秦獻公三年 楚悼王二十年 宋休公十四年 衛慎公三十三年 鄭康公十四年 燕後簡公三十三年 越王翳二十九年 |

## 大事记
- 魏國聯合齊國為衛國報仇，出兵攻打趙國，進攻河東之地，攻取剛平，兵鋒直指中牟。趙國遂向楚國求援。
- 斯巴達突然派駐軍占領底比斯底比斯的衛城格米亞（Cadmea），並建立起寡頭政權，逼使反對斯巴達的派系逃離底比斯。

## 出生
- 安提柯一世，马其顿国王